# Lucius Iulius Iullus (consul en -430)
Pour les articles homonymes, voir Iulius Iullus.
Lucius Iulius Iullus est un homme politique romain du Ve siècle av. J.-C., consul en 430 av. J.-C.

## Famille
Il est membre des Iulii Iulli, branche de la gens patricienne des Iulii. Il est peut-être le fils de Vopiscus Iulius Iullus, consul en 473 av. J.-C. Il est le père de Lucius Iulius Iullus, tribun consulaire en 401 et 397 av. J.-C.

## Carrière

### Tribun consulaire (438)
Lucius Iulius Iullus est tribun militaire à pouvoir consulaire en 438 av. J.-C., avec Lucius Quinctius Cincinnatus et Mamercus Aemilius Mamercinus, année durant laquelle les ambassadeurs envoyés à Fidènes pour s'enquérir des causes de sa trahison sont assassinés. Pour le tribunat de 438, il est possible qu'il y ait confusion avec Caius Iulius Iullus, consul en 447 et 435 av. J.-C.

### Maître de cavalerie (431)
En 431 av. J.-C., le territoire romain est menacé par les Èques et les Volsques qui se rassemblent sur le mont Algide. Le Sénat et les tribuns de la plèbe contraignent les deux consuls Titus Quinctius Poenus Cincinnatus et Cnaeus Iulius Mento à nommer un dictateur pour prendre la tête de l'armée. Cincinnatus choisit son beau-père, Aulus Postumius Tubertus, réputé pour être un commandant strict et sévère, qui prend Iullus pour maître de cavalerie,. Les Èques et les Volsques sont vaincus et Tubertus retourne à Rome en triomphe,.

### Consulat (430)
Iullus est élu consul en 430 av. J.-C. avec Lucius Papirius Crassus pour collègue. Durant leur mandat, les Èques, vaincus l'année passée, négocient la paix avec le Sénat, offrant leur soumission. Ils obtiennent une trêve de huit ans. De leur côté, les Volsques, vaincus également au mont Algide, se divisent sur la conduite à tenir. Le conflit interne entre les partisans de la guerre et ceux pour la paix les éloignent un temps du territoire romain.